# Бинненхоф
Бинненхоф (нидерл. Binnenhof — букв. «Внутренний двор») — комплекс зданий в центре Гааги, в котором располагаются Генеральные штаты (парламент Нидерландов) и резиденция премьер-министра. Рядом с Бинненхофом находятся различные музеи и исторические памятники, в том числе картинная галерея Маурицхейс.

## История
История Бинненхофа восходит к 1230 году, когда граф Голландии Флорис IV приобрёл участок земли, на котором впоследствии вырос город Гаага. Его сын Виллем II в 1247 году построил на этом участке охотничий замок, а при внуке Флорисе V по проекту архитектора Герарда ван Лейдена был возведён замок Риддерзаал (с нидерл. — «Рыцарский зал»).
Ещё одно здание с 1815 года использовалось как место нахождения Генеральных штатов. В 1992 году нижняя палата переехала в современное здание, также входящее в комплекс Бинненхофа. Одна из башен используется как рабочая резиденция премьер-министра (официальной резиденцией является особняк Катсхёйс).

## Рыцарский зал

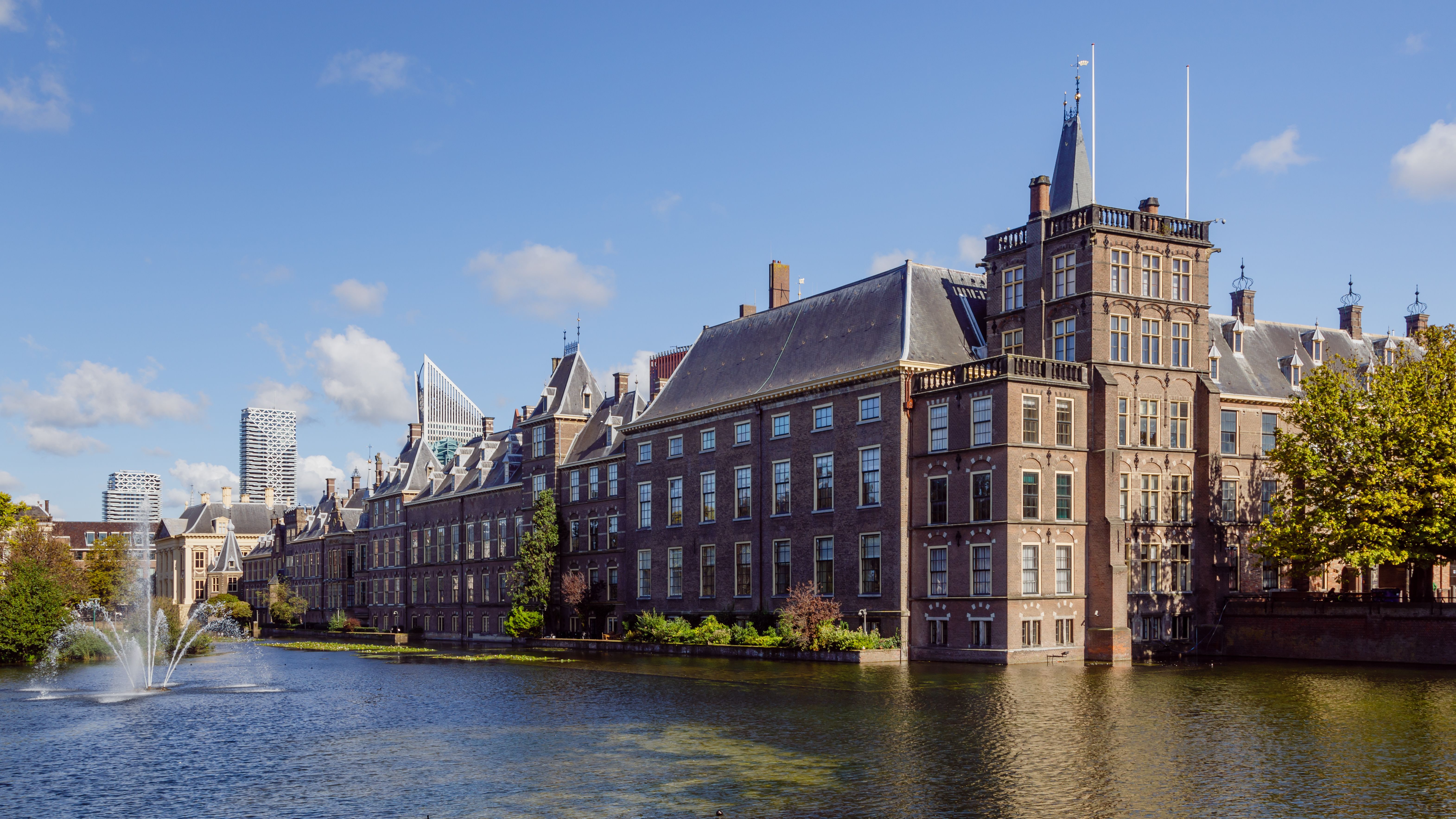
Бинненхоф

Риддерзаал представляет собой здание в готическом стиле с треугольным фасадом и двумя башнями по краям. Над входом находится большое круглое окно («роза»), украшенное гербами правивших в Нидерландах династий. В конце XVI века Мориц Оранский сделал Ридерзаал резиденцией штатгальтеров Нидерландов. Сейчас Риддерзаал используется для торжественных мероприятий, в том числе для ежегодной церемонии открытия сессии Генеральных штатов (Принсъесдаг), во время которой обе палаты парламента на совместном заседании заслушивают программное выступление монарха.